# شحوب يخضوري

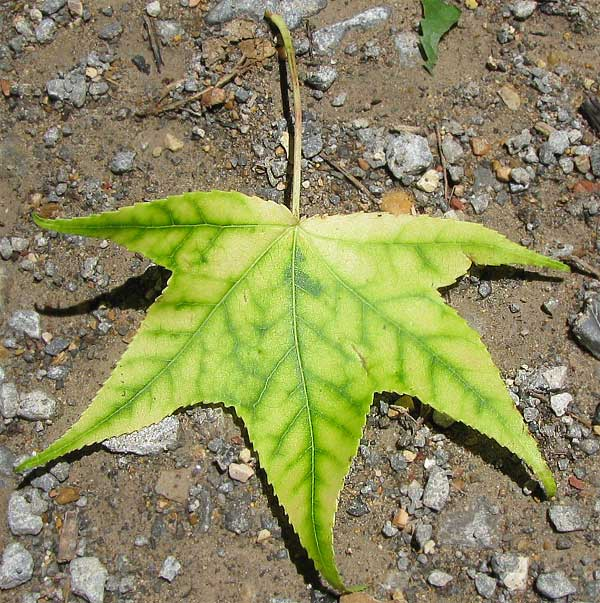
ورقة نبات مصابة بشحوب

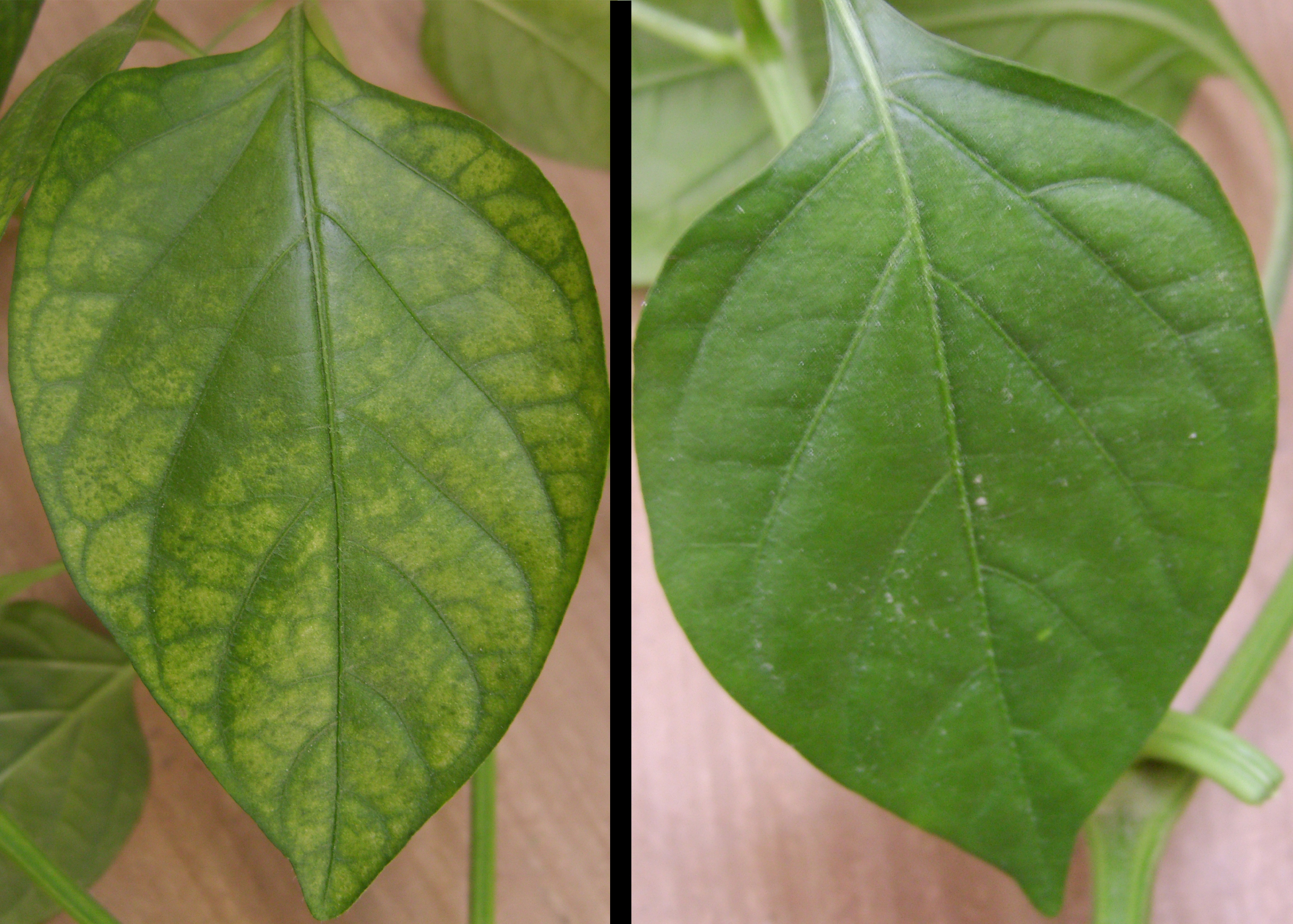
ورقتا نبات فليفلة حولية، اليمنى سليمة أما اليسرى فمصابة بداء الشحوب.

الشحوب اليخضوري أو شحوب الأوراق في علم النبات هو ظاهرة اصفرار الأوراق النباتية بسبب نقص الكلوروفيل (اليخضور)؛ وتعزى هـذه الظاهرة إما إلى نقص طبيعي للكلوروفيل أو إلى نقص في العناصر المغذية للنبات أو بتأثير بعض الحشرات أو بالعدوى أو الكيماويات (مثلا مبيدات الأعشاب ومبيدات الحشرات والمبيدات الفطرية) أو بسبب نقص أو زيادة الضوء.

## التسمية
تعرف هذه الظاهرة بعدة أسماء في العربية، منها الشحوب اليخضوري  أو الاصفرار اليخضوري؛ أو اليرقان النباتي؛
```
أو 
زوال الكلوروفيل
 (اليخضور).
[
5
]
```

أما في اللغة الإنجليزية (Chlorosis) وأغلب اللغات الأجنبية فيشتق الاسم من الإغريقية khloros والتي تعني الأخضر الشاحب أو الأخضر المصفر.

## الأسباب
تصاب الأوراق بالشحوب والاصفرار عندما لا توجد كمية كافية من المغذيات لتأمين تخليق الكلوروفيل اللازم لعملية التمثيل الضوئي. يمكن أن يعود ذلك إلى مجموعة من العوامل منها:
- نقص مغذيات معدنية معينة في التربة مثل عوز الحديد؛[6] أو المغنسيوم أو الزنك.[7]
- عوز النيتروجين و/أو البروتينات.[7]
- قيمة معينة من حموضة أو قلوية التربة (pH التربة) تكون فيها العناصر المعدنية غير متوفرة للامتصاص من الجذور.[8]
- تصريف سيئ بحيث تشبع الجذور بكمية فائضة من الماء.[8]
- إصابة في الجذور أو وجودها بحالة متراصة.[8]
- التعرض للمبيدات؛ مثل مبيدات الآفات وخاصة مبيدات الأعشاب.[9]
- التعرض لغاز ثنائي أكسيد الكبريت.[10]
- وجود عدد من العوامل الممرضة البكترية مثل Pseudomonas syringae pv. tagetis والذي يسبب شحوب أوراق النجميات.[11]

## اقرأ أيضاً
- علم أمراض النبات